# Эстбё, Ариль
Ариль Эстбё (норв. Arild Østbø; род. 19 апреля 1991, Ставангер, Норвегия) — норвежский футболист, вратарь клуба «Викинг».

## Биография

### Клубная карьера

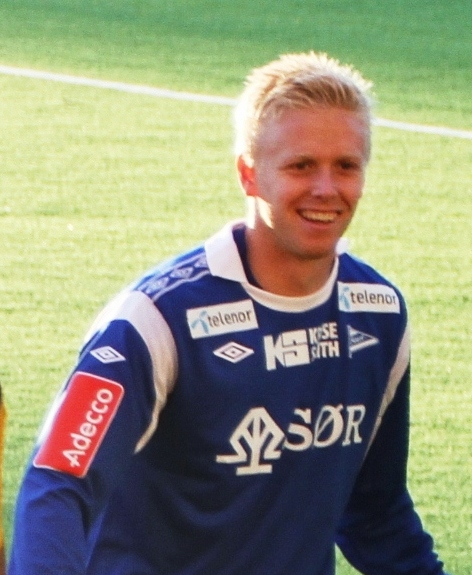
Эстбё в составе «Старта» (август 2012)

Эстбё присоединился к основной команде «Викинг» в 2008 году. Ранее он играл за «Буё». Он дебютировал в составе «Викинга» в 2008 году в матче кубка Норвегии, его дебют в чемпионате состоялся в 2010 году.
С 2009 по 2010 год он выступал на правах аренды за «Саннес Ульф», сделка была прервана после того, как «Саннес Ульф» приобрёл Бо Андерсена в качестве первого вратаря команды.
После перехода Александра Лунд Хансена из «Старта» в «Русенборг» Эстбё 9 августа 2012 года был отдан в аренду в «Старт» до конца 2012 года.
Перед сезоном 2013 года первый вратарь «Викинга» Руне Ярстейн захотел покинуть клуб, чтобы играть за границей. Когда международное трансферное окно закрылось 1 февраля 2013 года, Ярстейн был ещё игроком «Викинга», и «Викинг» хотел возвратить из аренды Эстбё вместо Ярстена. Эстбё, в свою очередь, присоединился к клубу из первого дивизиона, «Стрёммен», на условиях аренды на один сезон в феврале 2013 года, «Викинг» имеет возможность вернуть Эстбё, если Ярстен покинет клуб в летнее межсезонье.
2 ноября 2015 года он подписал двухлетний контракт с «Сарпсборг 08».
9 января 2017 года он подписал трёхлетний контракт с «Русенборгом». 26 апреля он дебютировал за первую команду в официальных матчах в первом раунде кубка против «Стриндхейма». 7 мая он дебютировал в матче чемпионата против «Бранна». В сезоне 2017 года он стал чемпионом Норвегии. 26 апреля 2018 года он сыграл в финале кубка, «Русенборг» выиграл с минимальным счётом у «Лиллестрёма».
24 сентября 2019 года Эстбё вернулся в «Викинг», подписав трёхлетний контракт, который вступил в силу с 2020 года.

## Достижения
«Русенборг»
- Чемпионат Норвегии по футболу: 2017
- Обладатель Суперкубка Норвегии (2): 2017, 2018